# جون مولوني
جون مولوني (بالإنجليزية: John Moloney)‏ هو سياسي أيرلندي، ولد في 12 يونيو 1953. حزبياً، نشط في فيانا فايل. في الانتخابات العمومية الإيرلندية 1997 ‏، انتخب نائب دييل عن دائرة ليش أوفالي ‏ وقد انضم خلال فترته النيابية ‏ (26 يونيو 1997 – 25 أبريل 2002)  للكتلة البرلمانية فيانا فايل وفي الانتخابات العمومية الإيرلندية 2002 ‏، انتخب نائب دييل عن دائرة ليش أوفالي ‏ وقد انضم خلال فترته النيابية ‏ (6 يونيو 2002 – 26 أبريل 2007)  للكتلة البرلمانية فيانا فايل وفي الانتخابات العمومية الأيرلندية 2007 ‏، انتخب نائب دييل عن دائرة ليش أوفالي ‏ وقد انضم خلال فترته النيابية ‏ (14 يونيو 2007 – 1 فبراير 2011)  للكتلة البرلمانية فيانا فايل.